# Don Caley
Donald Thomas Caley (Dauphin, 9 ottobre 1945 – Phoenix, 16 gennaio 2016) è stato un hockeista su ghiaccio canadese che nel corso della carriera ha militato come portiere.

## Carriera
Caley giocò a livello giovanile per tre stagioni nella lega junior del Saskatchewan con i Weyburn Red Wings, formazione legata alla franchigia della National Hockey League dei Detroit Red Wings. Il suo esordio fra i professionisti giunse nella stagione 1966-1967 nella American Hockey League con il farm team dei Pittsburgh Hornets; Caley non era il titolare e per questo giocò solo 20 partite, mentre la squadra concluse la stagione con la conquista della Calder Cup.
Senza essere riuscito a esordire in NHL con i Red Wings nel 1967 Caley fu selezionato durante l'NHL Expansion Draft dai St. Louis Blues, una delle sei nuove franchigie iscritte alla NHL. Nella stagione 1967-68 riuscì a debuttare in National Hockey League ma solo per sostituire il portiere titolare a metà partita. Trascorse infatti il resto della stagione in CHL con i Kansas City Blues.
Nella stagione 1968-1969 giocò nell'organizzazione dei New York Rangers, però sempre nelle leghe inferiori con gli Omaha Knights e i Buffalo Bisons. Nel 1969 si trasferì nella Western Hockey League diventando il portiere titolare dei Phoenix Roadrunners. La sua carriera fu messa in pericolo nel 1970 dagli effetti del colpo di frusta dopo un incidente stradale ma riuscì a recuperare e a tornare in campo. Dopo la conquista della Lester Patrick Cup alla fine del 1973 Caley decise di ritirarsi per intraprendere una carriera da dentista.

## Palmarès

### Club
- Lester Patrick Cup: 1

Phoenix: 1972-1973

### Individuale
- WHL First All-Star Team: 1

1971-1972
- WHL Second All-Star Team: 1

1972-1973